# Biermolch
Ein Biermolch ist ein Wesen des Aberglaubens in Schwaben.
Laut Michael Buck handelt es sich bei den Legenden über das sagenhafte Tier um einen Aberglauben schwäbischer Bauern, wonach der Biermolch „von schlechten Brauern im Lagerfass gehalten wird, alles Bier sauft, wieder von sich gibt und durch sein Gift berauschend macht. Bei diesem Geschäft wird der Molch 7–9 Pfund schwer“. Das vorrangige Ziel des Einsatzes eines Biermolches sei es gewesen, den Verkauf des Bieres zu beeinflussen, womit der Molch zu den zahlreichen Zaubern gehört, mittels derer Bier vor Hexerei bewahrt oder wohlschmeckender erhalten werden sollte.

## Hintergrund

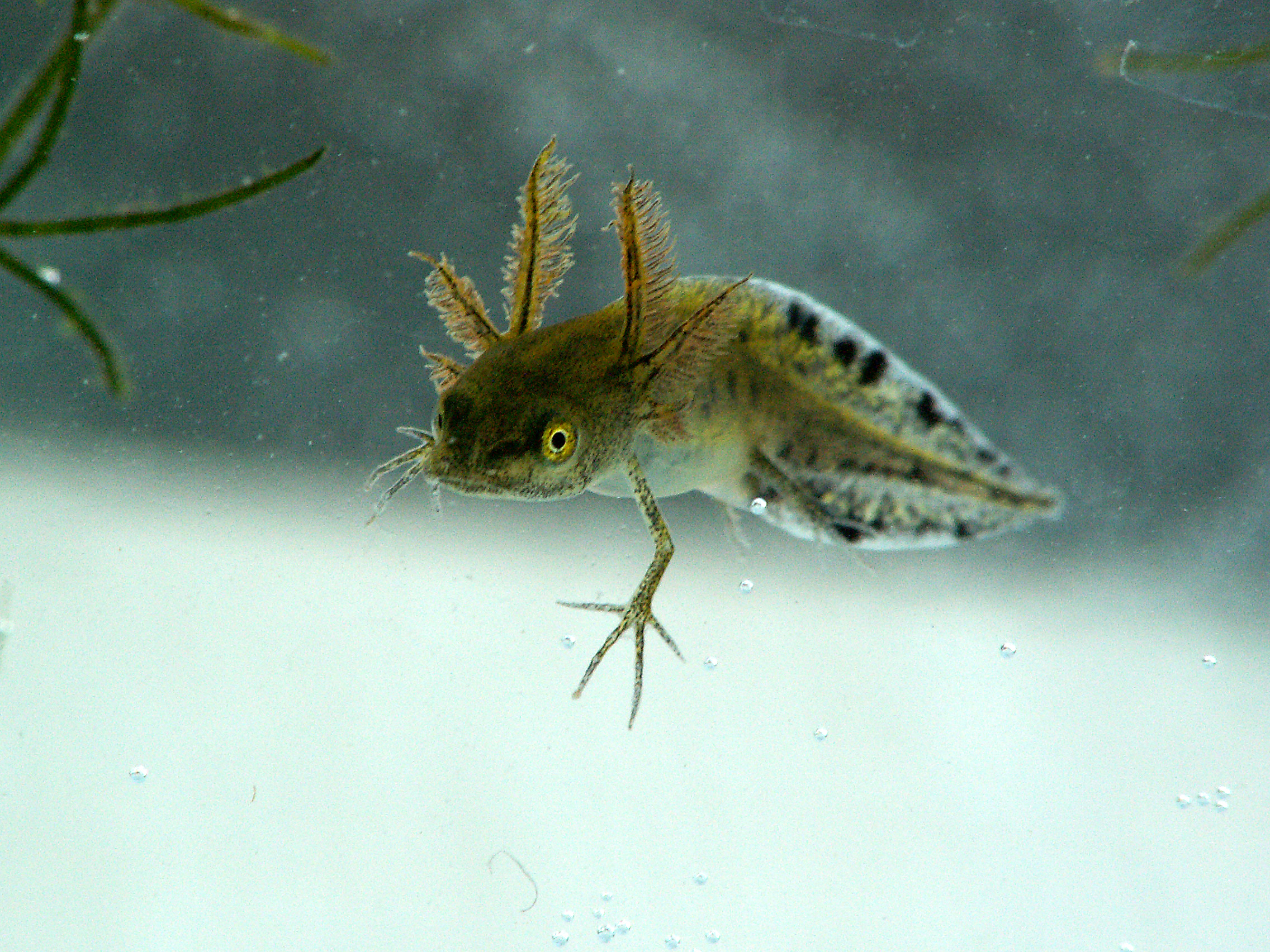
Eine Larve von Triturus cristatus

Nach einer Veröffentlichung in den Mitteilungen des Badischen Landesvereins für Naturkunde und Naturschutz war es eine 1938 bereits weitgehend vergessene, aber uralte Nutzanwendung der Larven des Wassermolchs Triturus cristatus, die zur Klärung von trübem Lagerbier darin eingesetzt und nach kurzer Zeit „frischlebendig“ wieder entnommen worden seien.
In einer Sammlung alter Brauereiausdrücke von 1942 heißt es: Es sollen Mölche ins Bier getan worden sein, um es glanzhell zu machen.
Anderen Überlieferungen zufolge kamen bis 1900 Biermolche zum Einsatz, um die mangelhafte Qualität von Malz oder Hefe auszugleichen und durch die Bewegung des Tieres den Gärprozess zu unterstützen.

## Historie
Bereits im 16. Jahrhundert gab es den Aberglauben, ein Brauer würde mehr Bier verkaufen, wenn er den Galgenstrick und den abgetrennten Daumen, oder, nach einem Text aus dem Jahr 1713, das „membrum virile“ eines Gehängten in das Fass lege.
Heinrich Heine erwähnte in seinen 1855 vollendeten Memoiren, dass Bierwirte den an einem Faden in das Fass gehängten abgeschnittenen Finger eines Gehenkten verwendet hätten, weil dieser das Bier vermehren und wohlschmeckender machen würde.
Die Beschaffung der für diese Praktiken benötigten Körperteile war bis etwa zur Mitte des 19. Jahrhunderts durch die in der Öffentlichkeit praktizierten Hinrichtungen mit anschließendem, manchmal längerem, Hängenlassen der Leiche möglich.
1873 musste sich dann in Ravensburg ein Braumeister in der Zeitung gegen die Beschuldigung verteidigen, einen Biermolch zu halten.
Die Wasseralfinger Schlegelbrauerei braute Erzählungen zufolge bis zum Ersten Weltkrieg mit Hilfe von Biermolchen.

## Sonstiges
Die Legenden um den Biermolch könnten auch der Ursprung der Bezeichnung des studentischen Salamander-Trinkens sein.
Analog zur Biermolchlegende gibt es in Irland die in Ulysses von James Joyce erwähnte Erklärung, dass die besondere Geschmacksnote des Stouts von in manchen Fässern treibenden toten Ratten stamme.